# Eric Gustaf Lilliehöök
Eric Gustaf Lilliehöök, född 27 juni 1807 i Asklanda socken, Älvsborgs län, död där 17 maj 1878, var en svensk militär och riksdagsman. 
Lilliehöök var överste och chef för Västgöta regemente samt generalmajor i armén. Han var ledamot av riksdagens första kammare 1866–1872, invald i Älvsborgs läns valkrets.